# Paradelphomyia majuscula
Paradelphomyia majuscula là một loài ruồi trong họ Limoniidae. Chúng phân bố ở miền Cổ bắc.